# Wilhelm von Schmeling
Pour les autres membres de la famille, voir Famille von Schmeling.
Friedrich Wilhelm von Schmeling (né le 4 novembre 1811 à Hohenwalde, arrondissement d'Arnswalde et mort le 5 janvier 1879 à Berlin) est un lieutenant général prussien.

## Biographie

### Origine
Il est le troisième fils d'Otto von Schmeling (1762-1839), seigneur d'Hohenwalde, et de son épouse Konstanze Beate, née von Beerfelde (de) (1776-1863).

### Carrière militaire
Schmeling étudie aux écoles de cadets de Potsdam et de Berlin. Le 29 juillet 1829, il entre comme enseigne dans la  14e régiment d'infanterie de l'armée prussienne et est promu le 22 février 1831 sous-lieutenant. De 1834 à 1836, il est affecté à l'École générale de guerre. Le 19 avril 1845, il devient adjudant dans l'état-major de la 4e brigade d'infanterie et est promu premier lieutenant le 13 novembre 1847. En 1848, il participe avec la brigade à la lutte contre les insurgés polonais. Le 19 septembre 1850, il devient adjudant de la 5e division d'infanterie et est promu capitaine le 14 octobre 1851. le 18 juin 1853, il rejoint le commandement général du 3e corps d'armée. Le 6 juin 1857, il est promu major et transféré au bataillon de la Landwehr à Wriezen. Le 1er juillet 1860, il est commandant de bataillon au 35e régiment de fusiliers et y est promu le 18 octobre 1861 au grade de lieutenant-colonel. Le 9 janvier 1864, il devient commandant du 34e régiment de fusiliers et promu colonel le 25 juin 1864. En 1866, Schmeling dirige son régiment pendant la guerre austro-prussienne dans la 16e division d'infanterie et est impliqué dans les batailles de Münchengrätz et Sadowa.
Le 18 mai 1867, il est nommé à la tête de la 28e brigade d'infanterie à Düsseldorf et est nommé commandant le 10 août. Le 22 mars 1868, il est promu major général. Pendant la guerre franco-prussienne, il reçoit le commandement de la 4e division de réserve, nouvellement créée à partir de la Landwehr de Prusse-Orientale, est affectée au 14e corps d'armée. Dès le début du mois d'octobre, la 4e division de réserve est amenée à traverser le Rhin à Neuenburg pour assiéger les forteresses de Sélestat et de Neuf-Brisach. Sélestat est amenée à se rendre le 24 octobre, Neuf-Brisach capitule le 10 novembre après neuf jours de bombardement.
Les 15, 16 et 17 janvier 1871, la division Schmeling couvre l'aile gauche de Werder à Montbéliard lors de la bataille d'Héricourt. Après la conclusion de la paix, Schmeling, qui a reçu les deux classes de la croix de fer et la croix de commandeur de 1re classe, de l'ordre du Lion de Zaeringen pour ses réalisations pendant la guerre, est promu lieutenant général le 18 août 1871. Le 13 janvier 1872, il est nommé commandant de la 4e division d'infanterie à Bromberg. Schmeling est mis à la retraite et reçoit l'ordre de l'Aigle rouge de 1re classe avec des feuilles de chêne le 4 décembre 1873 .
Après sa mort, il est enterré dans l'ancien cimetière de garnison de Berlin. Schmeling est chevalier de l'ordre de Saint-Jean.

### Famille
Il se marie à Stargard-en-Poméranie le 1er octobre 1842 Luise von Ploetz (1824–1903). De ce mariage est issu le général de division August von Schmeling (1843-1910).